# 남평 서씨
남평 서씨(南平徐氏)는 전라남도 나주시 남평읍을 본관으로 하는 한국의 성씨이다.

## 역사
남평 서씨(南平徐氏) 시조 서호(徐顥)의 손자 서지(徐祉, 1468년 ∼ 1537년)가 1498년(연산군 4년) 식년 문과에 급제하여 대사헌, 대사간, 한성부판윤, 공조판서 등을 역임했다.
현대에 들어와 일부는 이천 서씨로 합본하여 병부상서공파라 한다.

## 서씨 분파
몽어(夢漁) 서문중(徐文重) 서상공(徐相公)이 대구 서씨 보(大丘 徐氏 譜 – 1702년간) 서문에 이르기를 서씨(徐氏)는 애당초 두 관적(貫籍)이 없었는데 뒤에 8파로 나뉘었으니 이천(利川) 달성(達城) 대구(大丘) 장성(長城) 연산(連山) 남평(南平) 부여(扶餘) 평당(平當) 남양(南陽) 당성(唐城)이 이것이다. 그 분파된 이유인즉 문헌에 증거가 없어 알 수는 없으나 대개 이천(利川)의 선조는 아간공(阿干公) 서신일(徐神逸)이요. 대구(大丘)의 선조는 서한(徐閈)이요. 달성(達城)의 선조는 서진(徐晋)이요. 장성(長城)의 선조는 서능(徐稜 문하시중.종1품)이요. 연산(連山)의 선조는 서보(徐寶 연성군)요. 남평(南平)의 선조는 서린(徐鱗 대광내의령.종1품)이요. 부여(扶餘)의 선조는 서수손(徐秀孫)이요. 평당(平當)의 선조는 서준방(徐俊邦 형부상서.정3품)이요. 남양 서씨(南陽 徐氏)의 선조는 서간(徐趕)이요. 당성 서씨(唐城 徐氏)의 선조는 서득부(徐得富)이니 계파를 따져 보면 모든 서씨(徐氏)가 다 이천(利川)에서 나왔고 나머지 7관(七貫)은 곧 이천(利川)의 별파라 했다. 또 의성(義城) 김씨(金氏)의 족보를 보니 서씨(徐氏)의 선조(先祖)는 기자(箕子)로부터 나왔고 신라말년(新羅末年)의 서신일(徐神逸)이 있었고 고려초에 서목(徐穆)이 있었으니 이천서씨(利川徐氏)는 그 후손이요. 대구(大丘),봉성(峯城),남양(南陽),당성(唐城)이 이천에서 다 같이 나뉘었으니 서신일(徐神逸)의 후손이라 한다. 동국의 서씨(徐氏)는 모두 아간(阿干)을 선조로 함에 의심이 없고 또 몽어(夢漁) 서문중(徐文重)의 박식원견으로 반드시 고증을 거쳐서 그 족보 끝에 썼을 것으로 생각되어 우리 서씨(徐氏)가 타족(他族)과 다른 점이다. 
1742년 이천 서씨(利川徐氏) 문중에서 간행된 족보인 《임술보》(壬戌譜) 서문에는 “무릇 나뭇가지가 천이라도 뿌리는 하나요, 물 갈래가 백이라도 근원은 하나이니 우리나라에 달성(達城), 대구(大丘), 부여(扶餘), 평당(平當), 장성(長城), 연안(延安), 전주(全州), 남평(南平), 남양(南陽), 당성(唐城)의 서씨(徐氏)중에 누가 아간공(阿干公)을 조상으로 해서 나뉜 자가 아니랴. 아간(阿干)공의 줄거리는 이천(利川)이다”라고 쓰여 있어, 부여 서씨(扶餘徐氏)가 이천서씨(利川徐氏)의 한 갈래임을 밝히고 있다. 
이천 서씨(利川徐氏)의 족보 「계미보癸未譜(1763년)」 서문에 보면, 우리나라 서씨(徐氏)는 3관(貫)이 저명한데, 이천조(利川祖)는 아간(阿干) 서신일(徐神逸)이고 부여조(扶餘祖)는 백제의 온조왕(溫祚)이며, 달성조(達成祖)는 소윤(少尹) 서한(徐閈)이라고 했다. 이천 서씨(利川徐氏), 달성 서씨(達城徐氏), 부여 서씨(扶餘徐氏)는 아간대부 서신일(阿干大夫 徐神逸)의 후손이라고 참찬(參贊)을 지낸 달성인 서명응(達城人 徐命膺)이 썼다.

## 인물
- 서국정(徐國楨, 1580년 ∼ 1623년) : 1615년(광해군 7) 알성문과에 을과로 급제하여 1616년 예문관검열에 제수되었다. 이듬해 예문관부수찬(藝文館副修撰)이 되고 1618년 사간원정언(司諫院正言)·이조좌랑을 거쳐 1620년 이조정랑에 이르렀다. 이듬해 종사관(從事官)이 되었다가 1623년(인조 1) 이이첨(李爾瞻)·이정원(李挺元) 등과의 역모사건에 연루되어 처벌을 받았다.

## 과거 급제자
남평 서씨는 조선시대 문과 급제자 4명을 배출하였다.
문과
서국재(徐國材) 서국정(徐國楨) 서지(徐祉) 서희신(徐希信)
무과
서명신(徐明信) 서언길(徐彦吉) 서인길(徐仁吉) 서주(徐註)
생원시
서간(徐諫) 서극홍(徐克弘) 서보(徐補) 서상(徐尙) 서윤충(徐允忠)
서희서(徐希恕) 서희신(徐希信)
진사시
서간(徐諫) 서걸(徐傑) 서국정(徐國楨) 서귀종(徐貴宗) 서눌(徐訥)
서열(徐說) 서영(徐泳) 서진(徐鎭) 서진명(徐晉明) 서척(徐滌)

## 본관
남평(南平)은 전라남도 나주시 남평읍 일대의 지명이다. 백제의 미동부리현(未冬夫里縣)이었는데, 신라가 이 지역을 차지한 뒤에 미다부리정(未多夫里停)을 두었다. 757년(신라 경덕왕 16)에 현웅현(玄雄縣)으로 고쳐 무주(武州)에 속하게 되었다. 940년(고려 태조 23년)에 남평군(南平郡)으로 바꾸었고, 1018년(현종 9)에 나주목의 관할이 되었다. 1172년(명종 2)에 감무를 두어 독립했으나, 1390년(공양왕 2) 화순감무가 겸하여 통치하였다가 1399년에는 다시 감무를 두었다.
1413년(조선 태종 13년) 남평현이 되었다. 1896년 전라남도 남평군이 되었다가 1914년 나주군에 통합되고 1995년 나주시 남평읍으로 승격되었다.